# Roger Vignoles
Roger Vignoles, né le 12 juillet 1945, est un pianiste et accompagnateur anglais.
Le pianiste britannique Roger Vignoles est l’un des meilleurs accompagnateurs de la scène musicale internationale. Il joue régulièrement avec les plus grands artistes lyriques – parmi lesquels Kiri Te Kanawa, Thomas Allen, Anne Sofie von Otter, Thomas Hampson, Sarah Walker, Susan Graham, Felicity Lott, Stephan Genz, Monica Groop, Wolfgang Holzmair, Bernarda Fink, Christine Schäfer, Brigitte Fassbaender, Iris Oja et Kathleen Battle – dans les salles et les festivals les plus prestigieux. Il accompagne également d’éminents instrumentistes tels que Joshua Bell, Heinrich Schiff, Nobuko Imai et Ralph Kirshbaum, et donne des cours de maître dans le monde entier.
Roger Vignoles a conçu et dirigé de nombreuses séries au Queen Elizabeth Hall et au Wigmore Hall de Londres, dont notamment Landscape Into Song à l’occasion du bicentenaire Schubert, et depuis 1998, il est directeur artistique du Festival de Nagaoka au Japon. Sa discographie considérable compte plusieurs enregistrements ayant reçu des prix internationaux. Il a d’abord étudié au Magdalene College (Cambridge) et au Royal College of Music (Londres), complétant par la suite sa formation avec Paul Hamburger.